# Uperoleia glandulosa
Az Uperoleia glandulosa a kétéltűek (Amphibia) osztályának békák (Anura) rendjébe, a Myobatrachidae családba, azon belül az Uperoleia nembe tartozó faj.

## Előfordulása
Ausztrália endemikus faja. Elterjedési területe Ausztrália Nyugat-Ausztrália államának száraz középső partvidéke a Pilbara régióban. Elterjedési területének mérete nagyjából 11 200 km².

## Megjelenése
Kis termetű békafaj, testhossza elérheti a 3 cm-t. Háta sötétbarna, fekete pettyekkel és foltokkal. Feje közepén néha egy halvány sárgásbarna hosszanti csík húzódik. A hasa fehér, a hímek torka szürke. Az ágyék és a combok hátsó része élénk narancsvörös. Pupillája csaknem kerek, a szivárványhártya aranyszínű. Mellső lábfejének ujjai között nincs úszóhártya, a hátsókon negyedrészt van, ujjai végén nincsenek korongok. A parotoid mirigyek és az ágyék közelében lévő mirigyek néha majdnem összeérnek, halvány sárgásbarna vagy narancssárga csíkot alkotva az oldalak mentén.

## Életmódja
Nyáron, az esős évszakban szaporodik. A petéket a nőstény egyenként rakja le a vízfelszín alatti növényzetre időszakos tavakban és árterekben. Az ebihalak hossza elérheti a 4 cm-t, aranyszínűek, fekete foltokkal. Gyakran a víztestek alján maradnak. Nem ismert, hogy mennyi idő alatt fejlődnek békává.

## Természetvédelmi helyzete
A vörös lista a nem fenyegetett fajok között tartja nyilván. Populációja stabil, több természetvédelmi területen is megtalálható.